# توگذر

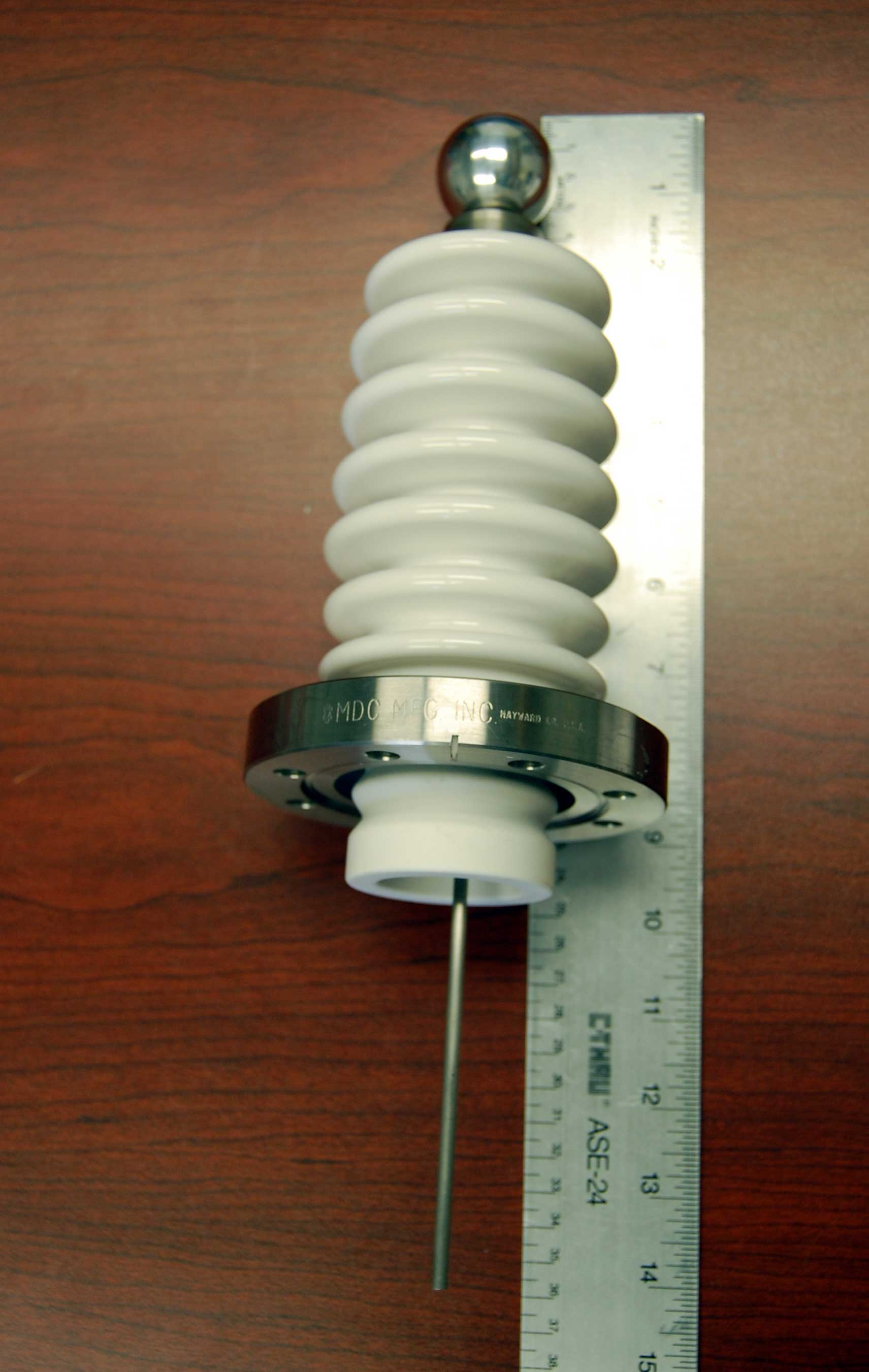
نمایی از یک‌نوع توگذر ۶۰ کیلوولتی (۶۰kv) در فلنج خلاء‌. فلنج‌های خلاء برای کاربردهای علمی و صنعتی استفاده می‌شود تا به قطعات مختلف تجهیزات اجازه تعامل از طریق اتصالات فیزیکی و نگهداری خلاء، نظارت و دستکاری از خارج از محفظه خلاء را بدهد. چندین استاندارد فلنج با تفاوت‌هایی در فشار نهایی، اندازه و سهولت اتصال وجود دارد.

یک توگذر (به انگلیسی: Feedthrought) رسانایی است که سیگنالی را در طول یک مدار چاپی هدایت می‌کند. مثل هر رسانای دیگری، یک توگذر مقدار اندکی ظرفیت خازنی دارد. یک خازن میان-گذر یک مقدار مقاومت تضمین شده دارد که که در موارد لزوم در فرکانس‌های بسیار بالا، مسیر عبور جریان را تغییر دهد. توگذرها در دو دسته سیستم‌های قدرت و ابزار دقیق استفاده می‌شوند. در سیستم‌های قدرت برای عبور جریان یا ولتاژ خیلی زیاد استفاده می‌شوند. در دسته ابزار، برای عبور سیگنال‌های الکتریکی استفاده می‌شوند (مانند ترموکوپل) که معمولاً جریان و ولتاژ کمی را عبور می‌دهند. دستهٔ دیگری نیز وجود دارد که به توگذر RF معروف است که برای عبور فرکانس‌های رادیویی خیلی بالا یا سیگنال‌های الکتریکی مایکروویو طراحی شده‌اند.
یک توگذر الکتریکی باید تفاوت فشار قابل ملاحظه ای را بتواند در طول خود تحمل کند. سیستم‌هایی که تحت شرایط خلأ عمل می‌کنند (مثال میکروسکوپ الکترونی)، درون مخزن تحت فشار به اتصالات الکتریکی نیاز دارند. همچنین، سیستم‌هایی که در آب غوطه ور هستند نیز به اتصالات میان-گذر برای ارتباط دستگاه‌های خارجی و داخلی نیاز دارند. یک مثال خیلی ساده از توگذر، شمع خودرو است.